# 첫사랑 사수 궐기대회
첫사랑 사수 궐기대회는 2003년 공개된 대한민국의 로맨틱 코미디 영화이다.

## 캐스팅
- 차태현 : 손태일 역
- 손예진 : 주일매 역
- 유동근 : 주영달 역
- 성지루 : 백강철 역
- 이병욱 : 이승노 역
- 하주희 : 지원 역
- 신승환 : 금동 역
- 이상호 : 상태 역
- 정윤아 : 소연 역
- 박효주 : 싸늘 녀 역
- 전성애 : 태일 모 역
- 이재호 : 일매 짝 역
- 노진원 : 남직원 1 역
- 양태도 : 남직원 2 역
- 이창 : 남 직원 3 역
- 어주선 : 교장 역
- 고인범 : 교감 역
- 김진혁 : 동문 역
- 조용준 : 남학생 1 역
- 박승진 : 남학생 2 역
- 신선영 : 소식통 역
- 이성근 : 태일 친구들 역
- 김정웅 : 태일 친구들 역
- 강남규 : 태일 친구들 역
- 빈홍옥 : 태일 친구들 역
- 김성민 : 강철 수하들 역
- 천영재 : 강철 수하들 역
- 김대현 : 강철 수하들 역
- 강옥순 : 스윙댄스 안무 역
- 원소연 : 스윙댄스 안무 역
- 고춘희 : 스윙댄스팀 역
- 김연실 : 스윙댄스팀 역
- 박운 : 스윙댄스팀 역
- 서홍석 : 스윙댄스팀 역
- 염순식 : 스윙댄스팀 역
- 이수현 : 스윙댄스팀 역
- 김문빈 : 여대생 역
- 유세례
- 이상우 (우정출연)
- 조상기 (우정출연)

## 수상
- 2003년 제24회 청룡영화상 수상 인기 스타상 (차태현)
- 2003년 제4회 가치봄영화제 상영작